# 小行星3491
小行星3491（3491 Fridolin）是一颗绕太阳运转的小行星，为主小行星带小行星。该小行星于1984年9月30日发现。

## 轨道参数
小行星3491的轨道半长轴为2.7932850 UA，离心率为0.094。